# شريح (يريم)

تعديل مصدري - تعديل

شريح محلة تابعة لقرية الواسطة، التابعة لعزلة رعين بمديرية يريم إحدى مديريات محافظة إب في الجمهورية اليمنية.، بلغ تعداد سكانها 41 حسب تعداد اليمن لعام 2004.